# ラジオ 夜のコーディネイターアワー
ラジオ 夜のコーディネイターアワーは、『機動戦士ガンダムSEED』シリーズの出演声優である鳥海勝美（ダリダ・ローラハ・チャンドラII世、イライジャ・キール等）と千葉一伸（アーノルド・ノイマン、レドニル・キサカ、ユーリ・アマルフィ等）の両名がパーソナリティを務めるWebラジオ番組。機動戦士ガンダムSEED Club会員向け有料コンテンツ（月会費：315円＜本体300円+税15円＞）の一つ、第1回（配信期間：2006/11/15〜2006/12/11）～第50回＝最終回（配信期間：2008/11/25〜2008/12/25）。
当番組はサンライズ作品全般の情報を取り扱うWebラジオ『夜のサンライズアワー』として、パーソナリティ両名と番組コーナーを一部引き継ぐ形で続けられることになった。

## 概要
そもそものきっかけとなったのは機動戦士ガンダムSEED「超・再放送」にて鳥海・千葉両名の担当した第11回（初出：2003年2月16日～2月22日）が面白いと評判になりアンコール再配信が求められるなど、その後もこの二者の組み合わせで別の回が収録されることになった。
鳥海と千葉という組み合わせは二人の役柄がアークエンジェル乗組員ということで偶々実現したものということであり、所属事務所も趣味も異なる両名は仕事の現場で面識はあったものの、特別の親交があったわけではなかった。
SEED「超・再放送」第11回においては、当番組タイトルに冠せられている「夜のコーディネイター」発言が千葉の口から飛び出している。それが一つのコンテンツとして独立したのが当番組である。

## 番組配信スケジュール
（注：配信日付は初出のもので、バックナンバー再放送は記載していない）
- 第0回 試聴期間：2006/10/25〜2006/11/15 実現不可能とまで言われた企画がついに実現してしまった初めての回。
- 第1回 配信期間：2006/11/15〜2006/12/11 本格放送開始の回。「夜の××アワー」と「トリペディア」コーナーを何とかしようと模索。
- 第2回 配信期間：2006/11/27〜2006/12/25 「夜の××アワー」コーナーの主旨を早速変更。
- 第3回 配信期間：2006/12/11〜2007/01/10 「夜の××アワー」コーナーが「デフ[1]」で盛り上がる。収録現場に雑誌『PASH!』の取材が入り記事になる。
- 第4回 配信期間：2006/12/25〜2007/01/25 女性ファンによる「千葉さん大好き!」というメールが殺到する。「トリペディア」コーナーで両澤千晶（アニメ本編シリーズ構成）からのメールが読み上げられる。
- 第5回 配信期間：2007/01/10〜2007/02/13 ゲスト：白鳥哲 鳥海がガンダムについて全く無知なのに「コードギアス 反逆のルルーシュ」に詳しいことが判明、千葉がキレる（鳥海は端役で「コードギアス 反逆のルルーシュ」に出演している）。「“ある青年の”血のバレンタイン事件」トリペディア解説。
- 第6回 配信期間：2007/01/25〜2007/02/26 ゲスト：白鳥哲 特別企画「サイ・アーガイルは今?」を実施。
- 第7回 配信期間：2007/02/13〜2007/03/12 バレンタインの思い出話と「種蒔き」で盛り上がる。
- 第8回 配信期間：2007/02/26〜2007/03/23 トリペディアで「ガンドゥム」となる。
- 第9回 配信期間：2007/03/09〜2007/04/10 ゲスト：坂本真綾 第9回目にして初めての番組冒頭告知コーナー（東京アニメフェスティバル情報）が設けられる。
- 第10回 配信期間：2007/03/23〜2007/04/25 ゲスト：坂本真綾 特別検証企画「ルナマリアはこんな時に種が割れる」実施。番組終了後も収録され再び送られてきた両澤からのメールを黙読した鳥海の悲鳴で終了する（メールの内容は第11回配信時の「ノイマン&チャンドラ 劇場版出演プロジェクト 」で紹介される）。
- 第11回 配信期間：2007/04/10〜2007/05/10 「ノイマン&キサカの『泣くのもダメです！』」コーナー開始。
- 第12回 配信期間：2007/04/25〜2007/05/25 新コーナーのためかパーソナリティのSM色が強まる。
- 第13回 配信期間：2007/05/10〜2007/06/11 ゲスト：鮎川麻弥 新発売アイスクリーム「Def」話
- 第14回 配信期間：2007/05/25〜2007/06/25 前回のゲストトークで驚くほどの仕切り能力を見せた鳥海に番組進行を任せてみる。
- 第15回 配信期間：2007/06/11〜2007/07/10 ゲスト：関俊彦 関のハイテンションっぷりが炸裂する。
- 第16回 配信期間：2007/06/25〜2007/07/25 ゲスト：関俊彦 通常30分程度の番組を45分に拡大して配信。特別検証企画「クルーゼとレイの飲んでいた薬を飲むとこうなる」実施
- 第17回 配信期間：2007/07/10〜2007/08/10 ゲスト：小田井涼平・新條まゆ 通常30分程度の番組を40分に拡大して配信。
- 第18回 配信期間：2007/07/25〜2007/08/27 ゲスト：小田井涼平・新條まゆ 二人のゲストと「デフ」話が盛り上がる。また新條が飛ばした発言をして大変な空気に。45分拡大配信。
- 第19回 配信期間：2007/08/10〜2007/09/10 ひとしきりゲストが続いた後の久しぶりの2人トーク。構成作家の伊福部も別件で欠席（代わりにイラストレーターのひめはちが参加）、少人数での収録。
- 第20回 配信期間：2007/08/27〜2007/09/25 記念すべき20回目だが「10回いくとは思わなかった」「半年もつとは思わなかった」と二人揃って語り、「オー、オー、ダブルオー」と妙なテンションで盛り上がる。
- 第21回 配信期間：2007/09/10〜2007/10/10 鳥海冒頭ドッキリ企画[2] と「みゆき」出演にまつわる裏話で盛り上がる。この頃から鳥海のトラウマ話が恒例になり後の新コーナーにつながる。
- 第22回 配信期間：2007/09/25〜2007/10/25 番組スタッフが子供の顔を見られなかったり脱毛現象などが起こっていることが語られる。
- 第23回 配信期間：2007/10/10〜2007/11/12 遅れてきた納涼企画「本当にあった!!怖いメール」実施、第4回・第10回でメールを送ってきた「某シリーズ構成」氏が、今度は番組コーナー投稿受付フォームから各コーナー宛にパーソナリティの二人（特に鳥海）に恐怖のお便りを送ってきた。
- 第24回 配信期間：2007/10/25〜2007/11/26 記念すべき一周年の回。新コーナー「みんなの黒歴史 トラウマなんかぶっ飛ばせ!!」が始まる。
- 第25回 配信期間：2007/11/12〜2007/12/10 ゲスト：三石琴乃 鳥海は大好きなマリュー・ラミアス役の三石の登場に異常なハイテンション。収録中に福田己津央監督・両澤千晶夫妻がブース外に現れ（パーソナリティの二人には夫妻の来訪を内緒にしていた）、鳥海はパニックになる。
- 第26回 配信期間：2007/11/26〜2007/12/25 ゲスト：三石琴乃 「夜の××アワー」で三石がいっぱい「サービスサービスゥ」して読んでくれて盛り上がる。特別企画「マリューさんに叱られよう」実施。月よりの使者がお仕置きにやってきた。
- 第27回 配信期間：2007/12/10〜2008/1/10 ゲスト：檜山修之 「みんなの黒歴史 トラウマなんかぶっ飛ばせ!!」でゲストが檜山ということにタイムリーなネタが紹介される。
- 第28回 配信期間：2007/12/25〜2008/1/25 ゲスト：檜山修之 特別企画「アズラエルのやったーっ!!」実施。当回は鳥海がかなりかみまくり、後輩二人にいじられまくる。
- 第29回 配信期間：2008/01/10〜2008/2/12 ゲスト：高戸靖広 ゲスト高戸が焼酎・クラッカー・チーズを持参し新年会（忘年会）状態で収録、イラストを見ながらこれまでの放送を振り返る。
- 第30回 配信期間：2008/01/25〜2008/2/25 ゲスト：高戸靖広 前回に引き続き飲みながらの新年会状態で「夜の××アワー」がかなり危険レベルで盛り上がる。その一方でカズイについて真剣な考察もしてみるなどのトークもされる。
- 第31回 配信期間：2008/02/12〜2008/3/10 久々にゲストがいない回。そのため投稿メールが少なくその原因が検証される。結果、新コーナー「夜の品格」が開始されることに。
- 第32回 配信期間：2008/02/25〜2008/3/25 「夜の××アワード」実施。過去の「夜の××アワー」を振り返りつつ投稿された作品の中からMVY（Most Valuable Yoru（夜））を選出する。
- 第33回 配信期間：2008/03/10〜2008/4/10 ゲスト：笹沼晃 笹沼が鳥海以上のいじられキャラのため、千葉のみならず鳥海の格好の餌食となる。笹沼は新MCになると宣言するも現MCの2人から凡そゲストらしい扱いをされない。
- 第34回 配信期間：2008/03/25〜2008/4/25 ゲスト：笹沼晃 オープニングは鳥海と笹沼がMC・千葉がゲストという体裁。特別企画「恋愛不幸選手権」実施するも途中から「悲しい人選手権」へと趣旨が変更される
- 第35回 配信期間：2008/04/10〜2008/05/12 前回ゲストの笹沼と鳥海に意外な共通点があったことが打ち上げの後判明したと冒頭トーク。「みんなの黒歴史」にてパーソナリティ二人の電車被痴漢体験が語られる。カラオケコンテンツ「機動戦士ガンダムSEED SCORE－DESTINY編－」企画宣伝担当、第一興商の石倉氏が番組を訪れ、鳥海と似た気質だといじられることに。
- 第36回 配信期間：2008/04/25〜2008/05/26 前回に続き「機動戦士ガンダムSEED SCORE－DESTINY編－」企画宣伝担当、第一興商の石倉氏がまたもいじられる。「夜の品格」から新コーナー「SEEDなキャラ言葉」が提案される。
- 第37回 配信期間：2008/05/12〜2008/06/10 鳥海・千葉・檜山修之の3名が小田井涼平出演の舞台を観に行った折、鳥海にチケット番号かぶりという通常有り得ない事件発生のOPトーク。番組品格を上げようという試みがなされるも、「夜の××アワー」が足を引っ張っているということが明らかになる。
- 第38回 配信期間：2008/05/25〜2008/06/25 OCNがガンダムSEED特集の一環で当番組へ取材[3] に来るも「なかったことになるのでは」「うちらの妄想ということになるのでは」とOPトーク。黒歴史コーナーでは返却されたプレゼントの話題になりエプロンの思い出で鳥海がフラッシュバック状態に。
- 第39回 配信期間：2008/06/10〜2008/07/10 ゲスト：折笠富美子 コードギアスにも出演している折笠登場で、鳥海がガンダムそっちのけでそちらの話で盛り上がる。黒歴史コーナーでは地方の変わった給食の話題に。
- 第40回 配信期間：2008/06/25〜2008/07/25 ゲスト：折笠富美子 女性ゲスト時のお約束「夜の××アワー」で盛り上がる。「SEEDなキャラ言葉」でゲストにちなみメイリンを表す言葉が紹介される。
- 第41回 配信期間：2008/07/10〜2008/08/11 千葉が急性扁桃腺炎＋急性中耳炎＋左足打撲の体調不良状態で収録、鳥海のふつおた→夜ちょめ→トリペディアにおけるハイテンションぶりがコントロール不能なほどに盛り上がる。
- 第42回 配信期間：2008/07/25〜2008/08/25 「番組のCD化はないのか？」とのふつおた質問から、若しCD化されるとしたらの話題でフリートーク。また黒歴史でSEED劇場版について触れられるが、あまり深く突っ込むのはタブーとなる。
- 第43回 配信期間：2008/08/11〜2008/09/10 中の人＝構成作家が家庭の事情により欠席収録の回。前回収録での体調不良ネタや鳥海の事務所に添付ファイルで送られてきた台本をプリントアウトすると歌舞伎調毛筆フォントになるとのフリートークや、北京五輪をネタにした夜ちょめで盛り上がる。
- 第44回 配信期間：2008/08/25〜2008/09/25 フリートークで「アンチョラゲ」がパーソナリティのツボにはまる。黒歴史では交通事故体験話に。
- 第45回 配信期間：2008/09/10〜2008/10/10 ゲスト：野島健児、道頓堀ダイバーズ　ゲスト野島と番組品格・夜ちょめトーク。ゲスト道頓堀ダイバーズとは新アルバムや遅刻についてなど。
- 第46回 配信期間：2008/09/25〜2008/10/27 ゲスト：野島健児、道頓堀ダイバーズ　黒歴史でゲスト野島の苦手なものについての話になる。出演者のコメント噛み頻度が高いことも話題に。ゲスト道頓堀ダイバーズとは夏レコーディングについての裏話など。50分を超える長尺の回。
- 第47回 配信期間：2008/10/10〜2008/11/10 台詞噛みと言い間違いについてのフリートーク。日本語言い間違い豆知識で格調高い雰囲気になるかと思いきや、夜ちょめではいつもの調子に。黒歴史コーナーは「G」についての話題。
- 第48回 配信期間：2008/10/27〜2008/11/25 スタートから丸2年となった回。夜ちょめ・トリペディアで鳥海が操舵不能なまでに盛り上げる。
- 第49回 配信期間：2008/11/10〜2008/12/10 ふつおたコーナーでSEED映画化についての質問、福田監督が現在絵コンテに取り掛かっていると49回になって語られる。「第2回夜の××アワード MVY」実施（番組HPで第3回とあるのは誤植）。番組最後に「次回が最終回」と重大発表がされる。
- 第50回＝最終回 配信期間：2008/11/25〜2008/12/25 ふつおたコーナーで「はじめて投稿します」「最近聞き始めました」といったメール紹介、大反省会では歴代ゲストやコーナーについて振り返る。そして最後に新番組「（仮）夜のサンライズアワー」がパーソナリティー鳥海・千葉の両名、コーナーも一部引継ぎの形で開始予定と発表。

## 投稿コーナー
- ふつおた

ふつーのお便り。
- 夜の××（ちょめちょめ）アワー

当番組の萌芽ともいえる「夜のコーディネイター」にちなみ、「夜の〜」と色んな言葉と組み合わせた雰囲気を味わおうという趣旨のコーナー。なお番組開始第1回では「“夜の〜”とついたときの言葉の意味を解説する」という趣旨だったのだが、トリペディアとかぶり鳥海が本来の言葉の意味が分からなかったりするリスクがあったため、翌2回目から雰囲気重視の路線に変更されている。
- トリペディア（Toripedia）〜教えて鳥海さん!

ガンダム知識に非常に弱い（特にメカ方面）ことで知られる鳥海に、SEED世界に登場する事物について解説してもらおうというコーナー。イラスト化もトリペディアを中心になされ、SEED Club HPにて掲載されている。
- ノイマン&チャンドラ　劇場版出演プロジェクト

ガンダムSEEDシリーズ映画版にノイマン（キサカ）とチャンドラが出演するための方策を考えるコーナー。
- ノイマン&キサカの『泣くのもダメです!』

第11回から開始されたもので、アークエンジェルのお兄さん的役回りであるノイマン、そしてカガリ・ユラ・アスハのお目付役キサカを演じる千葉に悩み相談にのってもらおうというコーナー。なお『泣くのもダメです!』とは、ガンダムSEED本編Phase-40「暁の宇宙へ」にて、オーブが侵攻され自分も出撃すると言い張るカガリをキサカが叱咤したときの台詞である。
- みんなの黒歴史〜トラウマなんかぶっ飛ばせ!

第21回に提唱された、過去のダークな記憶を掘り起こしてそれをネタに笑い、ローエングリンで吹っ飛ばしてしまおうというコーナー。
- 夜の品格

何かと危ない方向にトークがはずみがちな当番組を、如何に品格ある格調高い楽しいものにすべきかを考察する、第31回に提唱されたコーナー。
- SEEDなキャラ言葉

第36回に「夜の品格」から提案された、セレブがよく口にする花言葉ならぬキャラ言葉をガンダムSEEDで考えてみようというコーナー。

## ゲスト
- 白鳥哲（サイ・アーガイル役）：第5・6回
- 坂本真綾（ルナマリア・ホーク、マユ・アスカ役）：第9・10回
- 鮎川麻弥（歌手）：第13回
- 関俊彦（ラウ・ル・クルーゼ、レイ・ザ・バレル、ジョージ・アルスター役）：第15・16回
- 小田井涼平（オルガ・サブナック役）：第17・18回　（第41・42回ゲスト出演ではないがケーキ差し入れ&番組ディレクション）
- 新條まゆ（漫画家）：第17・18回
- 三石琴乃（マリュー・ラミアス、ハロ、エザリア・ジュール役、ナレーター）：第25・26回
- 檜山修之（ムルタ・アズラエル役）：第27・28回
- 高戸靖広（カズイ・バスカーク、ロメロ・パル役）：第29・30回
- 笹沼晃（ディアッカ・エルスマン、マーチン・ダコスタ役）：第33・34回
- 折笠富美子（メイリン・ホーク役）：第39・40回
- 野島健児（ユウナ・ロマ・セイラン役）：第45・46回
- 道頓堀ダイバーズ：第45・46回

## ノベルティグッズ
投稿が採用された時にもらえるノベルティグッズ。
- SEED Clubステッカー（イラスト：A'sまりあ）

SEED Clubちびキャラ「のいまん&ちゃんどら」絵柄の番組特製オフィシャルステッカーに鳥海・千葉両名のサインが入ったもの（複数採用の場合サイン入りは1枚のみ）。なおこのステッカーは2007年3月24～25日「東京国際アニメフェア2007」にて、合計2,400枚が来場者に配布されている。

## スタッフ
- 番組構成作家：伊福部崇
- イラストレーター：ひめはち（トリペディア等イラスト）